# Ягуар (фильм, 1986)
«Ягуар» — советская драма 1986 года чилийского режиссёра Себастьяна Аларкона по сценарию Аларкона и Татьяны Яковлевой на основе романа Марио Варгаса Льосы «Город и псы» (1963). Снят Четвёртым творческим объединением киностудии «Мосфильм». В широкий прокат картина вышла в феврале 1987 года.
По данным журнала «Советский экран», «Ягуар» стал одним из лидеров по кассовым сборам среди советских полнометражных фильмов, выпущенных в первом квартале 1987 года: за 12 месяцев проката фильм посмотрело 17,4 миллиона зрителей.

## Сюжет
Чили, начало 1980-х годов, во время правления Пиночета. Три курсанта военного училища находятся на разных ступенях неформальной иерархии среди курсантов. Пабло, по прозвищу Ягуар (фамилия  не упоминается), выходец из низов, который пошёл в армию, чтобы подняться по социальной лестнице, является их лидером; он был единственным из курса, кого при поступлении в училище старшекурсникам не удалось подвергнуть унизительной процедуре «крещения». Альберто Фернандес по прозвищу «Поэт» является «середняком». Рикардо Орана по прозвищу «Раб» является аутсайдером и объектом насмешек и издевательств со стороны других курсантов.
Курсанту Каве по жребию выпадает проникнуть в учебный класс и выкрасть оттуда экзаменационные билеты по тактике. Вылазка проходит неудачно, так как при проникновении в класс Кава разбивает стекло. Это видит находящийся в карауле Орана, которого Ягуар поставил в караул, вместо себя. О проникновении в класс становится известно командованию училища, и все, кто в это время был в карауле, в том числе Орана, лишаются увольнительных до установления лица, проникшего в класс. Орана переживает по поводу лишения увольнений, так как недавно познакомился с девушкой и теперь не может встретиться с ней. Орана доносит на Каву, и того исключают из училища. 
После этого курсантов посылают на разгон антиправительственной демонстрации, где Орану убивают. В ходе разбирательства выясняется, что его застрелил кто-то из своих, но командование училища решает не выносить сор из избы и обвиняет в гибели Ораны демонстрантов. Фернандес, который был другом Ораны, обвиняет в его гибели Ягуара и докладывает об этом командованию, попутно сообщив, что среди курсантов процветают пьянство, торговля сигаретами и экзаменационными билетами. Фернандеса поддерживает лейтенант Гамбоа, стремящийся докопаться до истины. Ягуара и Фернандеса помещают в карцер, а в казарме производится обыск, в ходе которого находят множество запрещённых предметов. 
Командование училища не намерено отступать от официальной версии гибели Ораны и, путём шантажа, заставляет Фернандеса отказаться от обвинений. Находясь в карцере, Фернандес признается Ягуару, что это он обвинил его в убийстве Ораны и между ними происходит драка, прерванная появлением лейтенанта Гамбоа. После этого, Ягуар и Фернандес возвращаются в казарму. В казарме сослуживцы обвиняют Ягуара в том, что он заложил их. Ягуар, зная, что это сделал Фернандес, тем не менее не выдает его. После инцидента, лейтенанта Гамбоа переводят из училища. Перед отъездом он беседует с Ягуаром, и тот сообщает, что разочаровался в своих товарищах, которые его предали, хотя на младших курсах он защищал их от старшекурсников, и высказывает разочарование в своих прежних взглядах и действиях. Разочаровавшись в выборе профессии военного, Ягуар покидает училище и уходит в горы, к партизанам.

## В ролях
- Сергей Векслер — «Ягуар» (Пабло)
- Артём Каминский — «Поэт» (Альберто Фернандес)
- Адель Аль-Хадад — «Раб» (Рикардо Орана)
- Сергей Газаров — лейтенант Гамбоа
- Всеволод Шиловский — майор
- Владимир Татосов — полковник, начальник училища
- Григорий Лямпе — отец Ораны
- Ислам Казиев — сержант Песоа
- Сергей Шкаликов — «Удав»
- Игорь Верник — курсант Кава
- Маяк Керимов
- Янина Хачатурова — Тереса
- Нина Тер-Осипян — тётя Тересы
- Алим Кулиев — кадет

## Съёмочная группа
- Авторы сценария: Себастьян Аларкон, Татьяна Яковлева[1]
- Режиссёр-постановщик: Себастьян Аларкон
- Оператор−постановщик: Анатолий Иванов
- Художник−постановщик: Ирина Шретер
- Композиторы: Себастьян Аларкон, Виктор Бабушкин
- Исполнители: Себастьян Аларкон — гитара, Игорь Назарук — синтезатор, Н. Ривас — чилийские народные инструменты
- Звукооператор: Лилия Тереховская

## Критика
В 1987 году в февральском номере журнала «Спутник кинозрителя» кинокритик Мирон Черненко, описывая финал картины, подчеркнул, что «Ягуару» и лейтенанту Гамбоа «придётся расстаться с мечтой о военной карьере» в рамках системы, частью которой они были и могли бы остаться навсегда.
В феврале 1987 года киновед свердловской газеты «На смену!» Роман Палевич отметил, что все картины Себастьяна Аларкона так или иначе обращены к проблемам его многострадальной родины.
6 марта 1987 года в первоуральской газете «Под знаменем Ленина» было отмечено, что оказавшись вовлечённым в историю убийства, Ягуар «приходит к пониманию истинных человеческих ценностей».
В 1987 году в апрельском номере журнала «Советский экран» кинокритик Яков Варшавский пришёл к выводу, что главное действие фильма происходит в карцере, куда попали Ягуар и Поэт. Ягуар понимает, что Орану убил режим, который породил циничное презрение к человеку. После этого Ягуар начинает ненавидеть «слабодушие одних, бесчеловечность других, своё рабское состояние», стремится «убить раба в себе».
В 1987 году в июньском номере журнала «Искусство кино» кинокритик Валерия Притуленко отметила, что фильм «строится на детективной интриге», однако детектив здесь «прикрывается» элементами психологической драмы и политического кино, а расследование убийства Ораны в конечном итоге не доведено до конца и брошено на полпути.